# Ото I фон Хахберг-Заузенберг
Ото I фон Хахберг-Заузенберг (на немски: Otto I von Hachberg-Sausenberg, * 1302, † 1384) е маркграф на Хахберг-Заузенберг от 1318 до 1384 г.

## Биография
Той е третият син на маркграф Рудолф I фон Хахберг-Заузенберг и Агнес, дъщеря, наследничка на Ото фон Рьотелн.
След смъртта на брат му Хайнрих през 1318 г. Ото I поема управлението на господствата Рьотелн и Заузенберг заедно с по-големия му брат Рудолф II. Резиденцията е преместена от замък Заузенбург в замък Рьотелн. След смъртта на брат му Рудолф II той поема първо опекунството за племенника си, Рудолф III, което дава през 1358 г. на граф Валрам фон Тирщайн. От 1364 г. Ото управлява до смъртта си заедно с племенника си.
През есента на 1332 г. войската на град Базел обсажда замък Рьотелн, понеже той (или брат му) са убили кмета на Базел, Буркхард Вернер фон Рамщайн. Конфликтът е прекратен след преговорите на благородниците от града и страната.
Маркграфовете на Хахберг-Заузенберг, Рудолф III и Ото I подаряват през 1366 г. олтар Светия Кръст на църквата в Зитзенкирх. Маркграф Ото е погребан през 1384 г. в тази църква.

## Фамилия
Ото е женен за Катарина фон Грандсон и втори път за Елизабет фон Щрасберг († 1352) и няма деца.